# Beyond Fear
I Beyond Fear sono una heavy metal band statunitense.
La figura centrale dei Beyond Fear è il cantante e compositore Tim Owens, che formò il gruppo nel 2004 mentre lavorava all'album The Glorious Burden con gli Iced Earth.
Nel 2008, il leader dichiara che il gruppo è al lavoro su un nuovo disco.

## Discografia
- 2006 - Beyond Fear

## Formazione
- Tim "Ripper" Owens - voce
- John Comprix - chitarra
- Dennis Hayes - basso
- Eric Elkins - batteria